# بخش اسپنسر (شهرستان آلن، اوهایو)
بخش اسپنسر (به انگلیسی: Spencer Township) یک منطقهٔ مسکونی در ایالات متحده آمریکا است که در شهرستان آلن، اوهایو واقع شده‌است.
 بخش اسپنسر ۶۰٫۵ کیلومتر مربع مساحت و ۳٬۰۶۷ نفر جمعیت دارد و ۲۵۱ متر بالاتر از سطح دریا واقع شده‌است.